# フェニルピペラジン
1-フェニルピペラジン(Phenylpiperazine)は、ピペラジン環にフェニル基が結合した構造の、単純な化合物である。「-ピプラゾール」という接尾辞は、薬剤がこの分類に含まれることを示すために、しばしば命名に用いられる。
以下のように、多数のフェニルピペラジン誘導体が薬剤として用いられている。
- 医薬品
  - アントラフェニン - 抗炎症薬
  - アリピプラゾール - 抗精神病薬
  - ビフェプルノックス - 抗精神病薬
  - ブレクスピプラゾール - 抗精神病薬
  - カリプラジン - 抗精神病薬
  - シプロフロキサシン - 抗生物質
  - ダピプラゾール - αブロッカー
  - ドロプロピジン - 鎮咳薬
  - エロピプラゾール - 抗精神病薬
  - エトペリドン - 抗うつ薬
  - イトラコナゾール - 抗菌薬
  - ケトコナゾール - 抗菌薬
  - レボドロプロピジン - 鎮咳薬
  - メピプラゾール - 抗不安薬
  - ミアンセリン - 抗うつ薬
  - ナフトピジル - 高血圧治療薬
  - ネファゾドン - 抗うつ薬
  - ニアプラジン - 媚薬
  - オキシペルチン - 抗精神病薬
  - ポサコナゾール - 抗菌薬
  - トラゾドン - 抗うつ薬
  - ウメスピロン - 抗精神病薬
  - ウラピジル - 高血圧治療薬
  - ベスナリノン - 強心薬
- 研究用薬品
  - アカプラジン - 抗不安薬
  - バトプラジン - セレニック（抗攻撃薬）
  - ビフェプルノックス - 抗精神病薬
  - BRL-15,572 - セロトニン作動薬
  - CSP-2503 - 抗不安薬
  - ジメチルフェニルピペラジニウム(DMPP) - ニコチン作動薬
  - EGIS-12,233 - セロトニン作動薬
  - エロピプラゾール - 抗精神病薬
  - エルトプラジン - セレニック
  - エンピプラゾール - 抗不安薬
  - エンサクリン - 向知性薬
  - フリバンセリン - 催淫薬
  - フルプラジン - セレニック
  - フレシノキサン - 抗うつ薬
  - ロルピプラゾール - 抗不安薬
  - ナルゾタン - セロトニン作動薬
  - ナフチルピペラジン - パーキンソン病治療薬
  - S-14,506 - セロトニン作動薬
  - S-14,671 - セロトニン作動薬
  - S-15,535 - セロトニン作動薬
  - SB-258,585 - セロトニン作動薬
  - SB-271,046 - セロトニン作動薬
  - SB-357,134 - セロトニン作動薬
  - SB-399,885 - セロトニン作動薬
  - ソネピプラゾール - ドーパミン作動薬
  - トルピプラゾール - 抗不安薬
  - ビラゾドン - 抗うつ薬
  - ボルチオクセチン - 抗うつ薬
  - WAY-100,135 - セロトニン作動薬
  - WAY-100,635 - セロトニン作動薬
- デザイナードラッグ
  - 2,3-ジクロロフェニルピペラジン(DCPP) -  セロトニン作動薬
  - メタクロロフェニルピペラジン(mCPP) - セロトニン作動薬
  - パラメトキシフェニルピペラジン(MeOPP) - セロトニン作動薬
  - パラクロロフェニルピペラジン(pCPP) - セロトニン作動薬
  - パラフルオロフェニルピペラジン(pFPP) - セロトニン作動薬
  - トリフルオロメチルフェニルピペラジン(TFMPP) - セロトニン作動薬